# Primula mollis
Primula mollis är en viveväxtart som beskrevs av Thomas Nuttall och William Jackson Hooker. Primula mollis ingår i släktet vivor, och familjen viveväxter. Inga underarter finns listade i Catalogue of Life.

## Bildgalleri

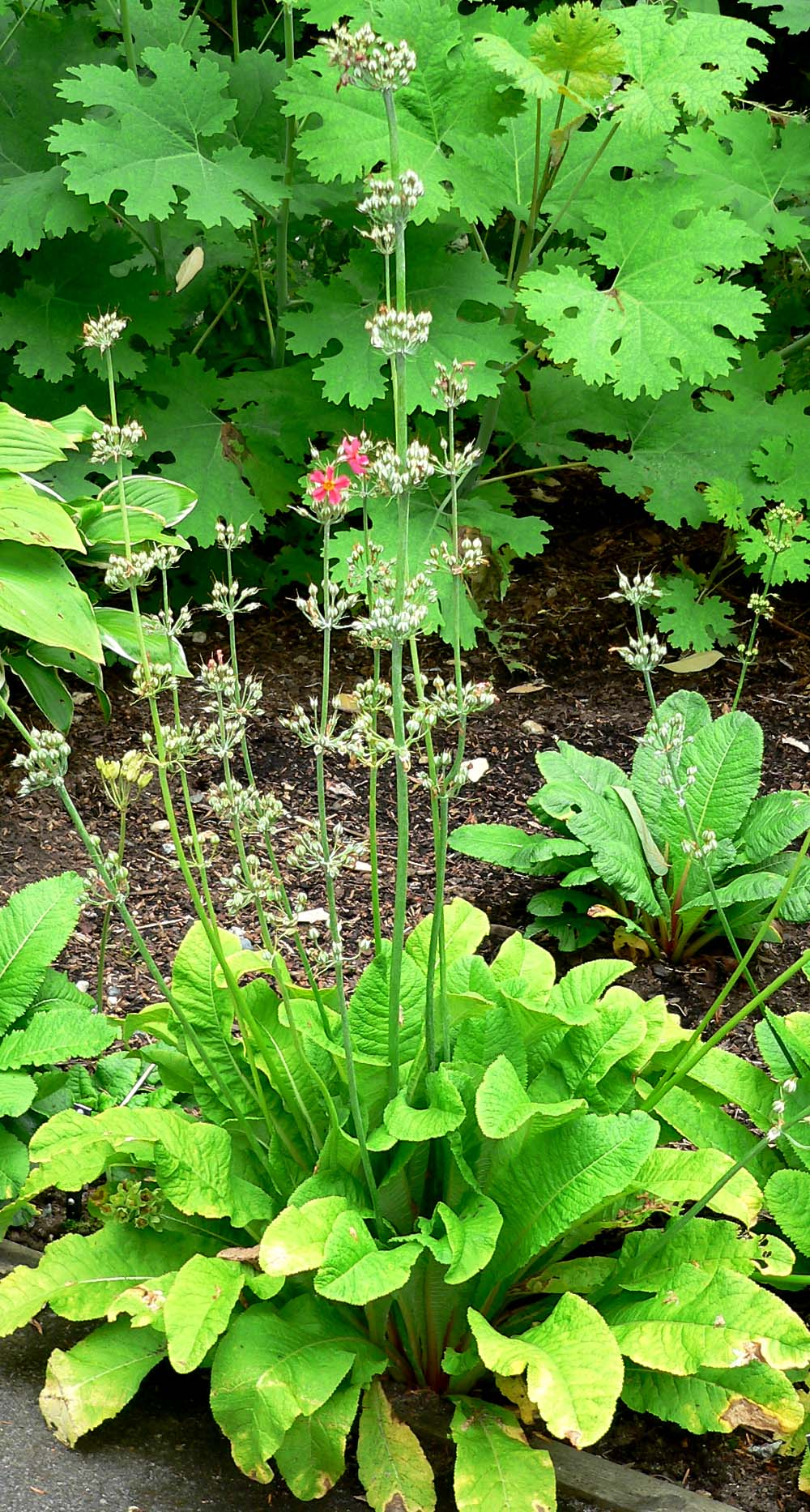